# Football Club Jazz
Il Football Club Jazz è una società di calcio finlandese con sede nella città di Pori. Fondata nel 1934 come Porin Pallotoverit o PPT, nel 1992 assunse la denominazione che la accompagnò fino al 2005, quando il club venne sciolto in seguito a problemi finanziari. Disputò 19 edizioni del campionato finlandese di prima divisione tra il 1984 ed il 2004. Nella stagione 2024 gioca nella Ykkönen, terza serie del campionato finlandese di calcio. Ha una squadra riserve che nella stagione 2016 gioca nella Kolmonen ed a partire dal 2016 ha assunto il nome di PPT.

## Storia
La società fu fondata nel 1934 come Porin Pallo-Toverit. Venne alla ribalta nazionale nei primi anni ottanta, quando nel giro di tre anni passò dalla III divisioona, quarta serie nazionale, alla Mestaruussarja, massima serie, dove rimase per cinque stagioni consecutive. Nel 1988 retrocesse in I divisioona, ma nel 1990 conquistò la promozione in Veikkausliiga, nuova denominazione della massima serie. Nel 1991 la squadra, guidata da Markku Wacklin, concluse il campionato all'ottavo posto.
Al termine della stagione 1991 fu annunciato il cambio di denominazione della società in Football Club Jazz, nome ispirato dal Pori Jazz, un festival di musica jazz che si tiene nella città di Pori dal 1966. Nel 1992, alla prima stagione con la nuova denominazione, il Jazz concluse il campionato al terzo posto a pari punti con il Kuusysi, che terminò al secondo posto, e a tre punti di distanza dall'HJK, vincitore del campionato. Nel 1993 arrivò il trionfo in campionato. Il Jazz raggiunse la vetta della classifica nel mese di agosto e la tenne fino alla fine della stagione regolare, per poi confermarsi in vetta anche al termine della seconda fase per l'assegnazione del titolo, tenendo dietro il MyPa. Nelle due stagioni consecutive concluse il campionato al quarto posto. Nel 1994 fece il suo debutto nelle competizioni UEFA, disputando il turno preliminare della Coppa UEFA 1994-1995, venendo subito eliminato dal Copenaghen. Nel 1996 arrivò la vittoria del campionato per la seconda volta: concluse la stagione regolare al primo posto a pari punti con lo Jaro e con il TPS, ma nella seconda fase seppe mantenere la testa della classifica fino alla fine. Nello stesso anno partecipò alla Coppa UEFA 1996-1997, superando il turno preliminare grazie alla doppia vittoria sul GÍ Gøtu, ma venendo poi eliminato nel turno successivo dalla Dinamo Mosca. Grazie alla vittoria della Veikkausliiga 1996, il Jazz fu ammesso al primo turno preliminare della UEFA Champions League 1997-1998: dopo aver eliminato il Lantana Tallinn, passò al secondo turno, dove fu eliminato dal Feyenoord. Con l'eliminazione dalla Champions League entrò nei trentaduesimi di finale della Coppa UEFA 1997-1998, dove fu sorteggiato con il Monaco 1860: una doppia sconfitta decretò l'eliminazione anche dalla Coppa UEFA. Nelle stagioni successive non riuscì più a mantenersi nelle prime posizioni, ma lottò spesso per mantenere la categoria. Infine, nel 2004 il Jazz concluse il campionato al tredicesimo e penultimo posto, retrocedendo in Ykkönen. Nel marzo 2005 la società fallì a causa di problemi finanziari.
Dopo il fallimento e la mancata iscrizione in Ykkönen, la nuova società continuò con l'attività giovanile costituendo il Football Club Jazz-juniorit, iscritto nelle categorie minori del campionato finlandese. Nel 2006 si iscrisse in Vitonen, sesto livello, e nel giro di tre stagioni, dopo aver vinto anche i campionati di Nelonen e Kolmonen, approdò in Kakkonen, terzo livello del campionato finlandese.
Nel 2010 tornò alla vecchia denominazione di Football Club Jazz e nel 2013 vinse prima il suo girone di Kakkonen e poi lo spareggio promozione contro l'Ekenäs, tornando in Ykkönen.

## Palmarès

### Competizioni nazionali
- Veikkausliiga: 2

1993, 1996
- Ykkönen: 1

1990
- Kakkonen: 2

1982, 2013

### Altri piazzamenti
- Campionato finlandese:

Terzo posto: 1992
- Suomen Cup:

Finalista: 1995
- Liigacup:

Finalista: 1994
- UEFA Fair Play ranking: 1

1995-1996